# DirectCD
DirectCD es un software de escritura de paquetes, originalmente desarrollado por Adaptec y ahora mantenido por Roxio. Fue distribuido junto al software Easy CD Creator y, en la actualidad, se distribuye junto al software Easy Media Creator.
DirectCD, también conocido como Drag-to-Disk, permite la utilización de medios ópticos (CD-ROM, DVD-ROM) de forma similar a un medio magnético, pudiendo escribir y borrar de forma no secuencial.